# Nucleus tegmentalis pedunculopontinus
De nucleus tegmentalis pedunculopontinus (in wetenschappelijke literatuur vaak in het Engels afgekort tot PPTN) is gelegen in de hersenstam, caudaal van de substantia nigra. De kern dankt zijn naam aan het gebied in de hersenstam waar deze zich bevindt, vlak bij de pedunculus cerebri, in de pons bij het tegmentum pontis. De PPTN is een van de producenten van de neurotransmitter acetylcholine.
De kern bestaat uit twee delen: de pars compacta bevat vooral cholinerge zenuwcellen, terwijl de pars dissipata voornamelijk glutamaterge zenuwcellen bevat.
De PPTN is een belangrijk onderdeel van het reticulaire activatiesysteem, het systeem dat de hersenactivatie op gang brengt.